# Beatrice Casiraghi
Beatrice Casiraghi z domu Borromeo Arese Taverna (ur. 18 sierpnia 1985 w Innichen) – włoska arystokratka, dziennikarka, osobowość telewizyjna, modelka; poprzez małżeństwo z Pierre'em Casiraghim związana jest z monakijską rodziną książęcą.

## Powiązania rodzinne
Urodziła się 18 sierpnia 1985 roku we włoskim Innichen (inaczej San Candido), mieście położonym przy granicy włosko-austriackiej. Jej rodzicami są Carlo Ferdinando Borromeo, hrabia Arony (ur. 1935) i jego dawna partnerka, hrabianka Paola Marzotto (ur. 1955). Jej macochą jest Marion Sibille Ganrielle Zota. Jej dziadkami ze strony ojca są Vitaliano Borromeo, 2. książę Angery (ur. 1892, zm. 1982) i jego żona, Ida Taverna z hrabiów Landriano (ur. 1903, zm. 1973); natomiast ze strony matki hrabia Umberto Marzotto (ur. 1926) i Marta Vacondio (ur. 1931, zm. 2016). Ma starszego brata, Carla Borromea, i trzy starsze przyrodnie siostry: Isabellę, hrabinę Brachetti-Peretti, Lavinię Elkann i Matilde, księżną von Fürstenberg. Carlo i Beatrice są potomkami nieślubnymi, w związku z czym nie przysługują im żadne tytuły szlacheckie.

## Edukacja i kariera zawodowa
Swoje dzieciństwo spędziła pomiędzy domami matki w Mediolanie i ojca w Lomellinie. Uczyła się w liceum klasycznym Giovanni Berchet w Mediolanie. W tym czasie zajęła się modelingiem. W 2002 razem z siostrami wzięła udział w sesji zdjęciowej dla włoskiego Vogue. Związała się z o wiele starszym od siebie modelem Tomassem Buttim, wyprowadziła z domu i przez półtora roku nie rozmawiała z matką. Dzięki jego namowom podjęła studia na wydziale prawa Uniwersytecie Bocconi (ukończyła je w 2010) i pojechała z ojcem do Chin i Tybetu. Na uczelni poznała Pierre'a Casiraghiego, wnuka panującego wówczas w Monako księcia Rainiera III z dynastii Grimaldich, syna Karoliny, księżnej Hanoweru. Zaczęli się spotykać w 2008 roku.
W wywiadzie udzielonym w 2006 roku stwierdziła, że jest ateistką, choć wcześniej myślała, że agnostką.
W 2006 przyjęła propozycję pracy w telewizji, przed dwa sezony prowadziła program AnnoZero. Później pracowała jako dziennikarka dla włoskiej telewizji RAI. Od 2009 jest redaktorką rzymskiej gazety Il Fatto Quotidiano. Po ukończeniu studiów przeprowadziła się do Rzymu, a w maju 2012 została absolwentką Columbia University Journalism School.

## Życie prywatne
Od 2008 roku związana jest z Pierre'em Casiraghim, synem włoskiego biznesmena Stefana Casiraghiego i księżniczki Karoliny, dawniej następczyni monakijskiego tronu, później księżnej Hanoweru.
10 grudnia 2014 para potwierdziła, że są zaręczeni. 14 kwietnia 2015 ogłoszono, że ślub odbędzie się w wakacje. 25 lipca Casiraghi i Borromeo zawarli cywilny związek małżeński w ceremonii w Pałacu Książęcym w Monako. W uroczystości uczestniczyło 70 gości. Książę Albert zorganizował obiad w pałacowych ogrodach, na który zaproszono około siedmiuset osób. Panna młoda wystąpiła w czterech kreacjach, w tym głównej domu mody Valentino.
1 sierpnia na włoskiej wyspie Isola Bella, należącej do Wysp Boromejskich na Lago Maggiore, będących w posiadaniu rodziny panny młodej, miała miejsce religijna ceremonia zaślubin pary. Wśród gości znaleźli się członkowie rodzin Grimaldich, Casiraghich i Borromeo, a także przedstawiciele zagranicznej arystokracji: księżna Claire z Luksemburga, księżniczka Maria Annuncjata z Lichetensteinu, Haakon, następca tronu Norwegii z żoną, księżną Mette-Marit i jej synem Mariusem Borg; zabrakło natomiast księcia Alberta, który uczestniczył w tym czasie w spotkaniu Międzynarodowego Komitetu Olimpijskiego. Panna młoda wystąpiła w sukni Giorgia Armaniego. Świadkami ceremonii byli Andrea Casiraghi, starszy brat pana młodego i Marta Marzotto, babka ze strony matki panny młodej. Po ślubie małżonkowie zamieszkali w Mediolanie.
W lutym 2016 uległa wypadkowi samochodowemu i trafiła do szpitala La Madonnina w Mediolanie.
3 listopada 2016 hiszpański magazyn Hola podał do informacji, że Casiraghi i Borromeo spodziewają się narodzin swojego pierwszego dziecka w styczniu 2017 r.. 9 listopada doniesienia o ciąży włoskiej dziennikarki zostały potwierdzone po opublikowaniu w prasie jej zdjęć z Nowego Jorku, gdzie przebywała wraz z mężem i jego rodziną.
28 lutego 2017 siostra Beatrice, Matilde, poinformowała za pośrednictwem Instagrama o narodzinach chłopca w Księstwie Monako. Dziecko przyszło na świat w Klinice imienia Księżnej Grace i zostało wpisane na ósme miejsce linii sukcesji monakijskiego tronu, za swoim ojcem, a przed ciotką Charlotte. 1 marca matka i teściowa Beatrice potwierdziły w oficjalnym oświadczeniu wiadomość o narodzinach wnuka, a 2 marca ogłoszono jego imiona - Stefan Herkules Karol Casiraghi.
24 marca 2018 w czasie dorocznego Rose Ball Pierre i Beatrice potwierdzili, że spodziewają się drugiego dziecka. Ich drugi syn, Franciszek Karol Albert Casiraghi, urodził się w Monte Carlo dnia 21 maja 2018. Chłopiec zajął dziesiąte miejsce w linii sukcesji monakijskiego tronu, za starszym bratem Stefanem.

## Osoba związana z rodziną książęcą
Beatrice Casiraghi nie jest członkinią monakijskiej rodziny książęcej, dlatego tylko okazyjnie bierze udział w oficjalnych wystąpieniach. Regularnie uczestniczy w publicznych świętach w księstwie, obchodach Narodowego Dnia Monako, balach charytatywnych i wydarzeniach sportowych, głównie zawodach jeździeckich. Ponadto jest gościem europejskich tygodni mody i ceremonii wręczenia nagród filmowych.
31 stycznia 2016 wzięła udział w charytatywnym marszu dla Fundacji Flavien, zajmującej się pomocą dzieciom, cierpiącym z powodu chorób nowotworowych.
18 kwietnia 2018 razem z księżną Hanoweru odwiedziła obóz dla imigrantów we włoskim mieście Ventimiglia, który został utworzony w ramach działalności fundacji AMADE.
11 marca 2019 towarzyszyła księciu Albertowi II w nagrodzeniu osób, które ukończyły kurs pierwszej pomocy, organizowany przez Monakijski Czerwony Krzyż. Casiraghi również wzięła udział w szkoleniu.

## Genealogia

### Przodkowie
| Osoba                                                    | Rodzice                               | Dziadkowie                                                                   | Pradziadkowie                                                             |
| Beatrice Casiraghi z d. Borromeo Arese Taverna (1985 - ) | Carlo Borromeo, hrabia Arony (1935 -) | Vitaliano Borromeo, 2. książę Angery (1892 - 1982)                           | Gilberto Borromeo, 1. książę Angery (1859 - 1941)                         |
| Beatrice Casiraghi z d. Borromeo Arese Taverna (1985 - ) | Carlo Borromeo, hrabia Arony (1935 -) | Vitaliano Borromeo, 2. książę Angery (1892 - 1982)                           | Rossana Borromeo, księżna Angery z d. hrabianka Leonardi (1867 - 1931)    |
| Beatrice Casiraghi z d. Borromeo Arese Taverna (1985 - ) | Carlo Borromeo, hrabia Arony (1935 -) | Ida Borromeo, księżna Angery z d. Taverna, hrabianka Landriano (1903 - 1973) | Lodovico Taverna, hrabia Landriano (1879 - 1926)                          |
| Beatrice Casiraghi z d. Borromeo Arese Taverna (1985 - ) | Carlo Borromeo, hrabia Arony (1935 -) | Ida Borromeo, księżna Angery z d. Taverna, hrabianka Landriano (1903 - 1973) | Maria Taverna, hrabina Landriano z d. markiza Stanga Trecco (1881 - 1925) |
| Beatrice Casiraghi z d. Borromeo Arese Taverna (1985 - ) | Paola, hrabianka Marzotto (1955 - )   | Umberto, hrabia Marzotto (1926 - 2018)                                       | Gaetano, 1. hrabia Valdagno Castelvecchio (1894 - 1972)                   |
| Beatrice Casiraghi z d. Borromeo Arese Taverna (1985 - ) | Paola, hrabianka Marzotto (1955 - )   | Umberto, hrabia Marzotto (1926 - 2018)                                       | Margherita, hrabina Valdagno Castelvecchio z d. Lampertico                |
| Beatrice Casiraghi z d. Borromeo Arese Taverna (1985 - ) | Paola, hrabianka Marzotto (1955 - )   | Marta, hrabina Marzotto z d. Vacondio (1931 - 2016)                          | nieznany                                                                  |
| Beatrice Casiraghi z d. Borromeo Arese Taverna (1985 - ) | Paola, hrabianka Marzotto (1955 - )   | Marta, hrabina Marzotto z d. Vacondio (1931 - 2016)                          | nieznany                                                                  |

### Potomkowie
| Dzieci                       | Wnuki | Prawnuki |
| Stefan Casiraghi (2017-)     |       |          |
| Franciszek Casiraghi (2018-) |       |          |

### Rodzina Borromeo
Emilio Borromeo, 17. hrabia Arony, 11. markiz Angery (1829-1909)

oo Elisabetta Borromeo (1839-1928)
Gilberto Borromeo Arese, 1. książę Angery (1859-1941)
oo Rosanna Borromeo Arese (Leonardi, 1867-1931)
Elisabetta Jacini (Borromeo Arese, 1888-1970)
oo Stefano Jacini (1886-1952)
Laura Emilia D'adda (Borromeo Arese, 1907-1971)
Maria Luisa Besana (Borromeo Arese)
Vitaliano Borromeo Arese, 2. książę Angery (1859-1941)
oo Ida Borromeo Arese (Taverna, 1903-1973)
Giberto Borromeo Arese, 3. książę Angery (1932-2015)
oo Bona Enrica Borromeo Arese (Orlando)
Vitaliano Borromeo Arese, 4. książę Angery
oo Marona Borromeo Arese (Munafó)
Giberto Borromeo Arese
Lodovico Borromeo Arese
Federico Borromeo Arese
oo Maria Borromeo Arese (Rospigliosi, ślub 1999)
Ortensia Olimpia Borromeo Arese (1999-)
Carlo Vitaliano Borromeo Arese (2002-)
Carlo Ferdinando Borromeo Arese (1935-)
oo Marion Sybille Gabrielle Borromeo Arese (Zota)
Isabella, hrabina Brachetti-Peretti (Borromeo Arese, 1975-)
oo Ugo, hrabia Brachetti-Peretti (ślub 2005)
Angera Brachetti-Peretti (2005-)
Ludovico Brachetti-Peretti (2008-)
Federico Brachetti-Peretti (2012-)
Lavinia Elkann (Borromeo Arese, 1977-)
oo John Elkann (ślub 2004)
Leone Elkann (2006-)
Oceano Elkann (2007-)
Vita Talita Elkann (2012-)
Matilde, księżna Furstenbergu (Borromeo Arese, 1983-)
oo Antonius, książę Furstenbergu (ślub 2011)
książę Karl-Egon z Furstenbergu (2011-)
książę Alexander z Furstenbergu (2012-)
x Paola Marzotto
Carlo Ludovico Borromeo Arese
oo Marta Borromeo Arese (Ferri, ślub 2012)
Cristoforo Borromeo Arese (2014-)
Beatrice Casiraghi (Borromeo Arese, 1985-)
oo Pierre Casiraghi (ślub 2015)
Stefan Casiraghi (2017-)
Franciszek Casiraghi (2018-)
Margherita Borromeo Arese
Carla Boncompagni Ludovisi (Borromeo Arese)
Federico Borromeo Arese
Vittorio Emanuele Borromeo Arese